# Massimiliano Locatelli
Massimiliano Locatelli (Milano, 1967) è un architetto e designer italiano.
Laureatosi al Politecnico di Milano, ottiene un dottorato di ricerca presso la Columbia University di New York. Nel 1993 fonda a Milano lo studio CLS Architetti con Giovanna Cornelio  e Annamaria Scevola, aprendo una sede anche a New York nel 1997.
I suoi numerosi lavori includono sia progetti di architettura che di interior design in Europa, negli Stati Uniti e nel lontano Oriente, inclusi negozi, abitazioni, hotel e ristoranti.
Porta la sua firma il restauro del complesso storico di piazza XXV Aprile, a Milano. Ha partecipato alla IX Mostra Internazionale di Architettura (con Metamorph, nella sezione Notizie dall’interno) e al progetto '’Il paesaggio mobile del nuovo design italiano’’, ospitato nel 2007 al Museo della Triennale a Milano.
Una delle collaborazioni più importanti del suo studio è quella con Nilufar Depot, che ha progettato e per la cui collezione ha prodotto numerosi oggetti di design, inclusi lampade, divani, armadi, fondendo tecnologia e influenze orientali.
Altri progetti rilevanti sono la Galleria Lia Rumma a Milano, lo stabilimento industriale di Onward Luxury Group, il ristorante della Villa Reale di Monza, il ristorante dello chef Wolfgang Puck a Las Vegas.
Fra i suoi clienti per la realizzazione e allestimento di negozi risultano invece Michael Kors, Pinko e Coccinelle.
Nel 2014 si occupa della ristrutturazione e dell’arredamento nella casa milanese della nota pr di moda Luisella Giraudo, accostando colori soft su cemento naturale, arredi di design di grandi artisti (come Gae Aulenti e Jasper Morrison), con oggetti di modernariato, come un divano di Marco Zanuso e la poltrona viola di Osvaldo Bersani
Nel 2015 dà il via al progetto ‘’Untitled Homeware’’, per la realizzazione di articoli di design per la tavola.
Ha curato la ristrutturazione della Torre Velasca, edificio in cui ha poi anche posto la propria residenza milanese.
Nel 2018 Locatelli indicava materiali sostenibili e cromie neutre come il trend più moderno per un classico contemporaneo. Da questa filosofia era nata la 3D Housing05, prototipo di una casa di cemento prodotto con stampante 3D: ‘’”Basta una settimana per realizzarla.È un nuovo modo di costruire sostenibile. La forma organica, il giardino sul tetto, lʼorto e le piante permettono un approccio umano alla tecnologia”’’. Un esempio di queste strutture è stato presentato al Fuorisalone di Milano, con una casa stampata, costruita ed esposta in piazza Beccaria. Il prodotto è il risultato di una collaborazione con Italcementi, con la società di ingegneria Arup e con gli esperti in stampa 3D Cybe. 

Questo prodotto gli ha consentito di vincere il Best Sustainability Award 2018, riconoscimento attribuito nel Fuorisalone a chi si distingue maggiormente per uno sviluppo ed un’architettura rispettosa dell’ambiente.
Lo studio si è poi trasformato in ‘’Locatelli Partners’’ nel dicembre 2018 e attualmente conta nelle sue file sessanta professionisti. La sede è situata nella chiesa sconsacrata di San Paolo Converso, dopo che la Curia ha chiesto a Locatelli di occuparsi dell’edificio, finemente decorato con affreschi. A ristretta distanza dalla volta sono state allestite sale riunioni con struttura in ferro e pareti di vetro; al piano terra una cucina e nella cripta una sala per le idee.
Alla Milano Design Week 2019 ha presentato Unity Plate, un set pensato per servire cibo di qualsiasi provenienza, italiana, americana oppure orientale. La presentazione ha avuto luogo nell’Untitled Townhouse store, in corso di Porta Vigentina. Sempre per la stessa manifestazione ha organizzato una pop-up gallery con Hauser&Wirth, ispirandosi a ‘’Words’’ dell’artista americano Allan Kaprow: cento persone hanno scelto parole, che un computer ha poi mescolato e ripetuto in continuazione sfruttando l’acustica del luogo. Sempre durante la Milano Design Week 2019 il suo studio ha curato con BMW un’installazione in   e una serie di conferenze e tavole rotonde. Nella chiesa dove si trova lo studio ha esposto dei nuovi tavoli di vetro e servizi per la cena.
Nell’aprile 2019 ha aperto anche un’ulteriore sede milanese per il suo studio, in un palazzo dallo stile brutalista.